# Baba de moça
Baba de moça é um doce típico da culinária do Brasil feito com gemas de ovos, leite de coco e calda de açúcar fervidos até se tornarem um creme consistente. Com origem nos doces portugueses, é um dos mais tradicionais e requintados, referido desde o Império.